# Палац спорту (Мінськ)
Мінський палац спорту (біл. Палац спорту) — багатофункціональний спортивно-концертний комплекс в Мінську, Білорусь. Розташований в центрі міста в історичному районі Замчище, між проспектом Переможців і річкою Свіслоч. Палац може приймати змагання з 22 видів спорту, а також концерти та інші видовищні заходи. Місткість в спортивному варіанті становить 3 311 глядачів, в концертному — 4500.

## Історія
Проєкт Республіканського Палацу спорту був розроблений авторським колективом інституту «Белдержроект» у складі головного архітектора Філімонова С. Д., архітектора Малишева В. М. і головного інженера проєкту Коржевського В. В. Будівництво велося з вересня 1963 по травень 1966 року. Особливістю проєкту було асиметричне розташування глядачів на стаціонарних трибунах і сцена на протилежній стороні спортивного майданчика. Це рішення в поєднанні з використанням збірних трибун в партері, дозволяло перетворювати арену в концертний зал. Проєкт став типовим і був повторно реалізований в Челябінську, Дніпропетровську, Волгограді та Вільнюсі. У 1984 році Палац спорту включено до Переліку пам'яток історії та культури БРСР.
У 1960-ті — 1980-ті роки в Палаці спорту проводилися найбільші республіканські змагання, а також союзні чемпіонати та міжнародні турніри з боротьби, фехтування, боксу, важкої атлетики, спортивної та художньої гімнастики та інших видів спорту. Тут проводили свої матчі в союзних чемпіонатах хокейний клуб «Динамо» і гандбольний «СКА». Крім того, в Палаці проводилися найбільші концерти та республіканські партійні збори.
У 1990-ті роки приміщення Палацу здавалися в оренду, на арені проводилися виставкові заходи, а спортивних змагань практично не проводилося. У 2001–2004 роках була проведена поетапна реконструкція Палацу: оновлені фасади будівлі, замінено холодильне, світлове та звукове обладнання, встановлена система кондиціювання повітря, замінено сидіння для глядачів, встановлено нове електронно-інформаційне табло.